# Головчак французький
Головчак французький (Pyrgus armoricanus) — вид денних метеликів родини Головчаки (Hesperiidae).

## Назва
Наукова назва виду P. armoricanus походить від назви Арморик — стародавньої назви Бретані, регіону на заході Франції.

## Поширення
Вид поширений в Європі, Північно-Західній Африці, Малій Азії, на Кавказі, Закавказзі та Південному Уралі.
В Україні рідкісний і локальний. Відносно звичайний в Криму, Закарпатті й у Дністровському каньйоні. З низки областей півдня України взагалі невідомий, а з багатьох інших поки відомий лише з 1-2 обмежених місць проживання.

## Опис
Розмах крил 24-28 мм. Забарвлення метелика коричневе із зеленкуватим відливом. На крилах розташовуються білі плями, а краї покриті бахромою бежевого кольору. Тіло переливається смарагдовим кольором. Вусики смугасті.

## Екологія
Населяє заплавні луки, гірські луки, степи, рідколісся від 0 до 1700 м над рівнем моря. Метелики спостерігаються з початку травня до середини жовтня. Самиці відкладають яйця поштучно на нижню сторону листя рослин. Гусениці живуть в згорнутих листках перстачу, сонцецвіту і суниці. Зимують гусениці останнього віку.